# Caecum subannulatum
Caecum subannulatum é uma espécie de molusco pertencente à família Caecidae.
A autoridade científica da espécie é de Folin, tendo sido descrita no ano de 1870.
Trata-se de uma espécie presente no território português, incluindo a zona económica exclusiva.